# Loch Awe (jezero)
Loch Awe (skotskou gaelštinou Loch Obha) je třetí největší sladkovodní jezero ve Skotsku. Nachází se severozápadně od Glasgow ve správní oblasti Argyll and Bute. Jezero se táhne od jihovýchodu na severozápad a leží rovnoběžně s mořskými zálivy Loch Etive a Loch Fyne. Jeho rozloha je 38,5 km². Je dlouhé 35 km a široké 1 km. Leží v nadmořské výšce 36 m. Dosahuje maximální hloubky 93,6 m.

## Ostrovy
Na ostrovech se nachází několik zřícenin hradů, jako je Innes Chonnel Castle nebo Fraoch Eilean Castle. Nejznámějším hradem je Kilchurn Castle na poloostrově, který vybíhá do jezera na jeho severovýchodním okraji.

## Vodní režim
Z jezera odtéká řeka Awe na sever právě do zálivu Loch Etive Atlantského oceánu. U severního břehu jezera se nachází přečerpávací vodní elektrárna, která zde byla vybudována v letech 1959 - 1965. Přečerpávací elektrárna Cruachan je řazena mezi 60 nejvýznamnějších poválečných staveb ve Skotsku a ročně do jejího návštěvnického centra zavítá na 50 000 turistů.

## Fauna
Pro rybáře je jezero známé díky pstruhům a lososům.

## Železnice
Podél severního břehu jezera vede železniční trať z Crianlarichu do Obanu, po niž denně jezdí několik přímých železničních spojů z Glasgowa. U vesnice Lochawe na břehu jezera se nachází železniční zastávka Loch Awe.

## Stavby u jezera

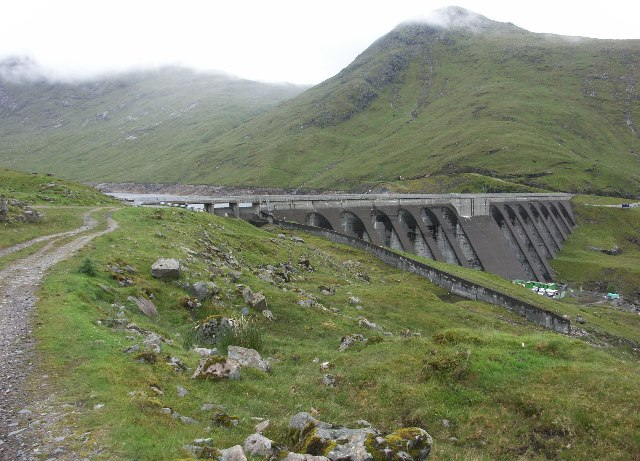
Hráz přečerpávací elektrárny Cruachan
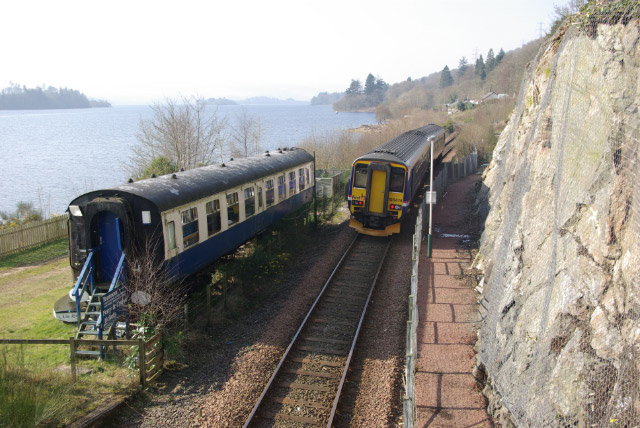
Železniční zastávka Loch Awe
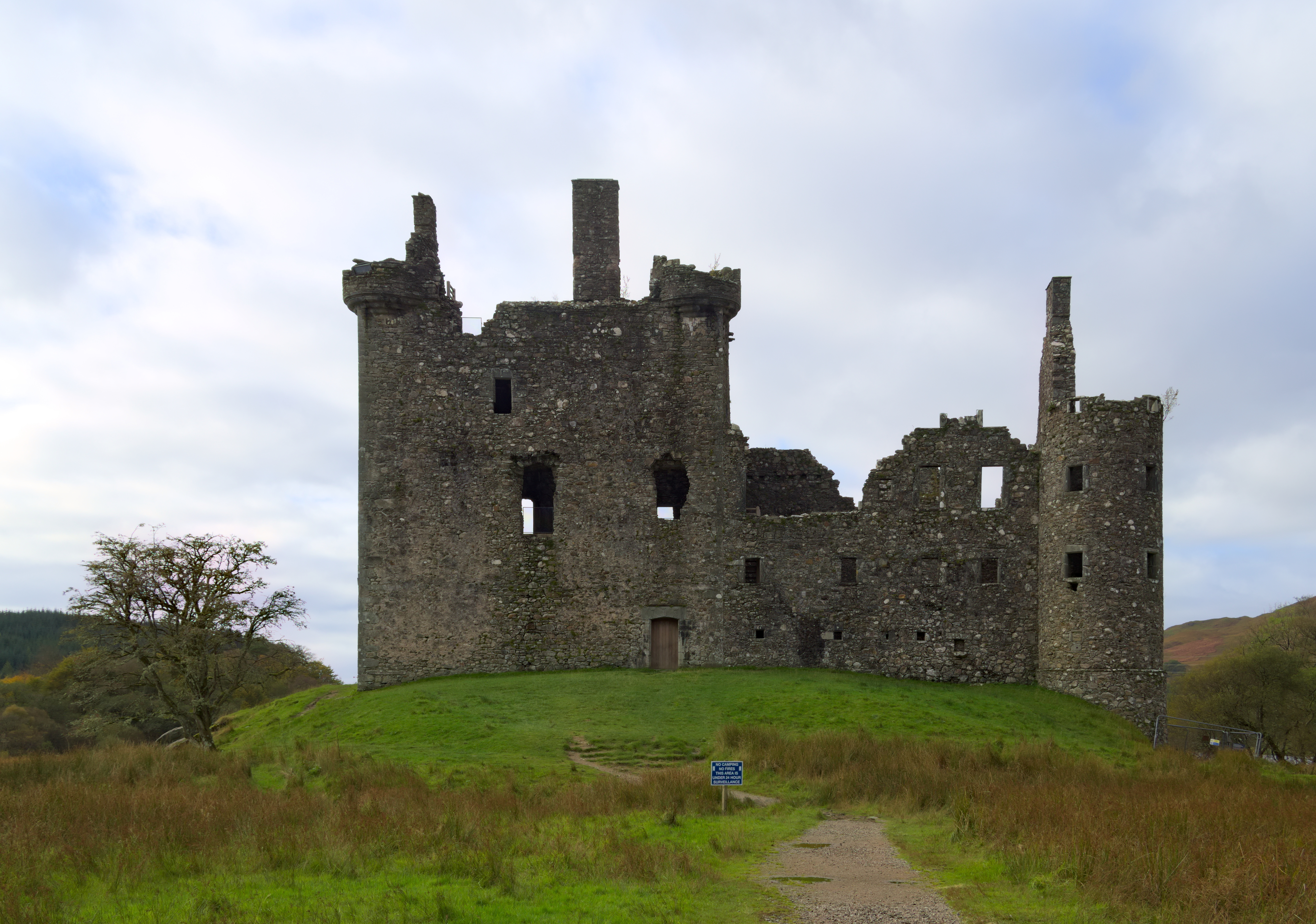
Hrad Kilchurn na poloostrově v jezeře
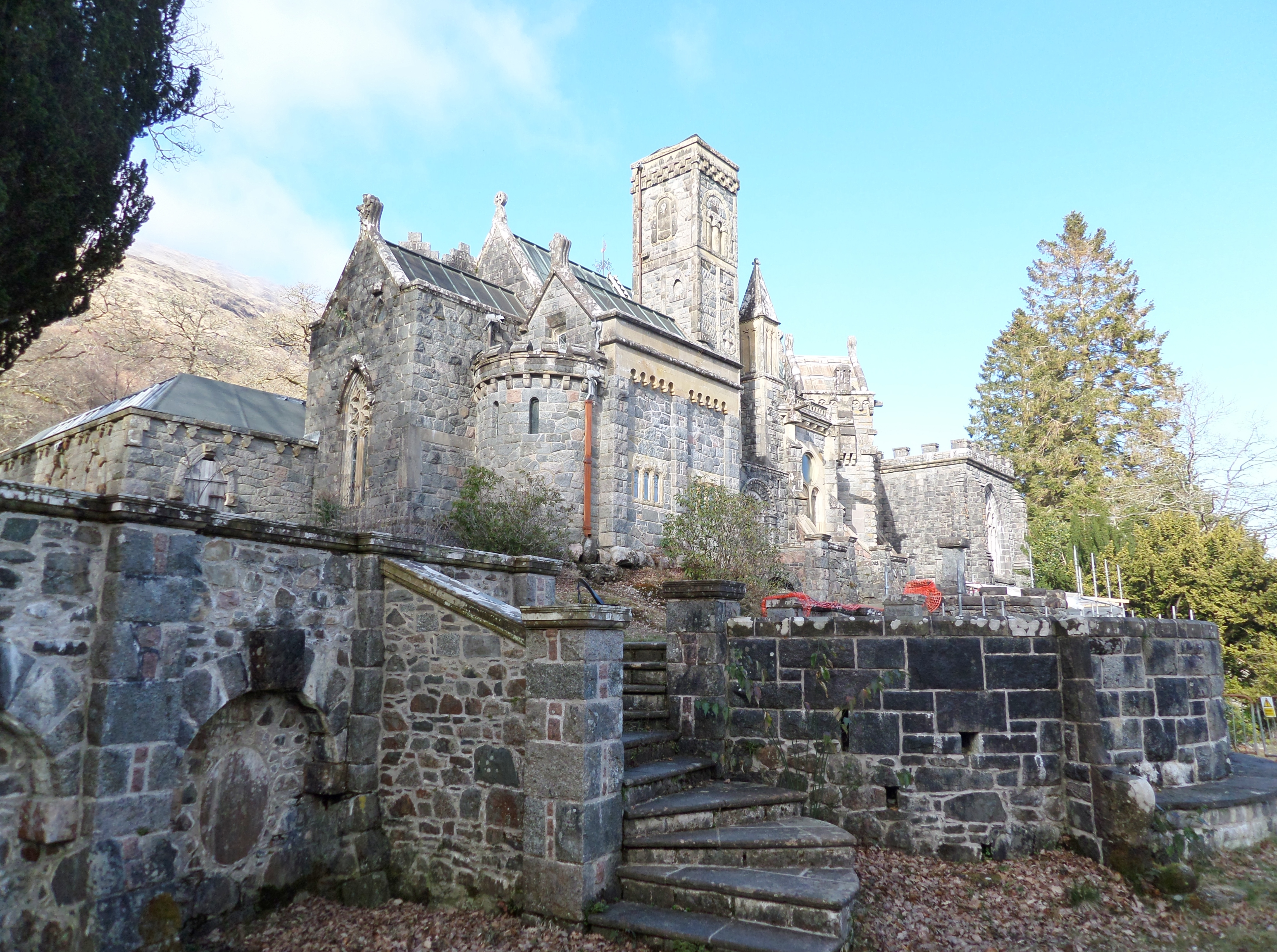
Kostel sv. Conana v Lochawe
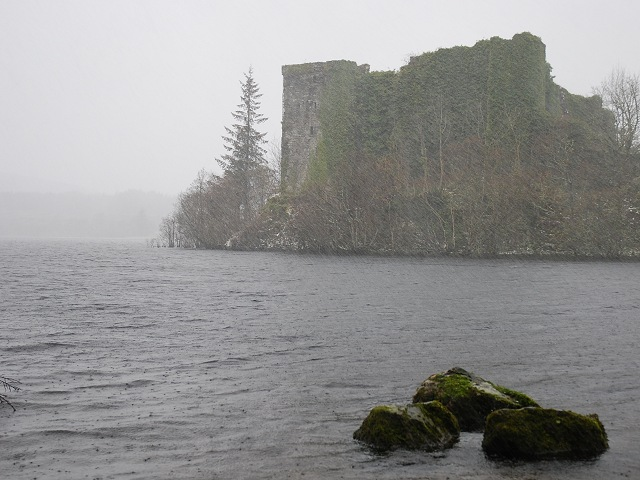
Hrad Innis Chonnel